# Галатоне
Галатоне, Ґалатоне (італ. Galatone, сиц. Galàtune) — муніципалітет в Італії, у регіоні Апулія, провінція Лечче.
Галатоне розташоване на відстані близько 510 км на схід від Рима, 150 км на південний схід від Барі, 25 км на південь від Лечче.
Населення — 15 709 осіб (2014).
Щорічний фестиваль відбувається 20 січня. 

## Демографія
Населення за роками:

Станом на 1 січня 2023 року в муніципалітеті офіційно проживали 263 іноземці з 36 країн, серед них 114 громадян країн Євросоюзу.

## Сусідні муніципалітети
- Галатіна
- Галліполі
- Нардо
- Нев'яно
- Саннікола
- Секлі